# Coelogyne cristata
Coelogyne cristata Lindl., 1824 è una pianta della famiglia delle Orchidacee originaria del Sud-est asiatico.

## Descrizione
Piante epifite che fioriscono dall'inverno alla primavera con infiorescenze recanti un massimo di dieci fiori, grandi una decina di centimetri. I fiori sono profumati nella notte, al fine di attrarre diverse specie di falena che ne favoriscono l'impollinazione.

## Distribuzione e habitat
Pianta originaria delle montagne tropicali, si trova allo stato naturale nelle foreste di alta quota dell'Himalaya, India settentrionale (Assam e Sikkim), Nepal, Bhutan e isola di Giava, da 1500 a 2600 m di altitudine.

## Coltivazione
Le piante sono meglio coltivate in vaso e richiedono una posizione in ombra, temendo la piena luce del sole e temperature fredde. Nel periodo vegetativo devono essere annaffiate ogni due giorni, riducendo progressivamente nella stagione fredda. Queste piante andrebbero coltivate in terreno di media consistenza e ben drenato, come le cortecce d'abete.